# Banque hypothécaire franco-argentine
La Banque hypothécaire franco-argentine est une ancienne banque française.

## Histoire
La banque est fondée le 8 juin 1905 par la Banque de l'Union parisienne et avec le soutien de la Société générale de Belgique. La banque, au capital de 25 millions de francs et dont le siège est situé à Paris (7, rue Chauchat), a pour vocation de réaliser des opérations de crédit hypothécaire en République argentine, au Paraguay et en Uruguay, pour succéder à la Société hypothécaire Belge-américaine, filiale de la Société générale de Belgique installée à Buenos Aires depuis 1898.
La banque connait une période de prospérité jusqu'à la crise de 1929. À la suite des événements de 1929, elle se retrouve en possession d'un important domaine rural, dont elle confie la gestion à la Cominda, créée en 1938.
Elle absorbe en 1952 la Compagnie générale financière France-Amérique latine, issue de la nationalisation en 1946 de la Compagnie générale de chemins de fer dans la province de Buenos Aires. La banque étend ainsi son activité à des placements industriels et commerciaux.
En 1960, elle absorbe la Compagnie financière de Rosario, issue de la nationalisation en 1947 de la Compagnie du chemin de fer de Rosario à Puerto-Belgrano.
Le 3 avril 1970, la Banque hypothécaire franco-argentine fusionne avec la Compagnie financière de Suez et de l'Union parisienne.
En tant que filiale de la Compagnie financière de Suez, elle est nationalisée en 1982.

## Sources
- Eugenio Aguirre, Gilles Matthieu, Une ambition sud-américaine, 1991